# Edward Cyfus
Edward Henryk Cyfus (ur. w 1949 w Dorotowie, zm. 31 maja 2025 w Olsztynie) – warmiński działacz regionalny, autor publikacji i pogadanek w gwarze warmińskiej. 

## Życiorys
Urodzony z ojca Mazura i matki Warmiaczki. Dzieciństwo i lata młodzieńcze spędził w Barczewie, gdzie mieszkał do 1981. Na krótko przed stanem wojennym wyjechał do Niemiec, gdzie mieszkał w Gernsheim nad Renem niedaleko Darmstadt. Później przez jedenaście lat pracował w okolicach Frankfurtu nad Menem. Do Polski powrócił w 1992 i założył firmę fonograficzną. 
Od 1998 przez cztery lata wygłaszał co tydzień na antenie Radia Olsztyn swoje gawędy w gwarze warmińskiej. W formie opowiadań publikował je na łamach Gazety Olsztyńskiej od 2003. Teksty swoje tworzył w zapisie fonetycznym. W 2000 wydał własnym nakładem książkę „Po naszamu” – zbiór gawęd z kasetą oraz słownikiem zwrotów i wyrażeń gwarowych. W latach 2003 i 2006 ukazały się kolejne dwie książki, oparte na biografii jego matki. Przez mieszkańców regionu został uznany za piewcę gwary i zwyczajów Warmii.
Był pomysłodawcą ustawienia szlabanu na granicy Warmii i Mazur – „Granica jedności” w Łajsie na granicy katolickiej Warmii z protestanckimi Mazurami (obecnie granica gminy Purda z gminą Jedwabno). W tym miejscu w pierwszy majowy weekend odbywają się imprezy kulturalne promujące kulturę Warmii i Mazur. Z jego inicjatywy, przy współpracy z przyjacielem Herbertem Monkowskim stworzono również w 2006 tzw. Drogę Biskupów w Bałdach. 
Do 2003 był kierownikiem Polsko-Niemieckiego Centrum Młodzieży w Olsztynie. Pracował też jako inspektor ds promocji i kultury w Urzędzie Gminy Purda. Od marca 2010 pisał gawędy w gwarze drukowane w lokalnym dodatku do Gazety Wyborczej, pod pseudonimem Wosz Klyjmens. 
Był jurorem licznych konkursów wiedzy o regionie. Zasiadał w zarządzie Stowarzyszenia „Baby Pruskie Tradycja Jakości", jako jego wiceprezes. 
W 2009 wziął udział w przygotowaniu płyty "Wskrzeszenie Hobouda" projektu ''Hoboud", powstałego z inicjatywy muzyków zespołu "Shannon", jako konsultant gwary warmińskiej w tekstach piosenek i narrator - jego gawędy przeplatają, zapowiadają i łączą kolejne utwory. Te nagrania jego głosu były emitowane podczas koncertów "Hobouda", poczynając od festiwalu Nowa Tradycja'2009. 
Na wniosek Wojewody Warmińsko-Mazurskiego został odznaczony w czerwcu 2015 Srebrnym Krzyżem Zasługi.
5 maja 2025 ogłoszono, że został laureatem Nagrody im. Oskara Kolberga. Wręczenie jej nastąpi pośmiertnie 9 lipca.

## Książki
- z Januszem Wierzyńskim: Po naszamu. Gawędy warmińskie. Audio-Soft, Olsztyn 2000, ISBN 978-83-913584-0-5
- ... a życie toczy się dalej. Wyd. Audio Soft, Olsztyn 2003, 225 str., ISBN 83-913584-5-3
- ... a życie toczy się dalej cz. 2. Olsztyn 2006, 216 str., ISBN 83-921953-7-X
- ... a życie toczy się dalej cz. 3. Olsztyn 2010, 230 str., ISBN 978-83-928024-8-8
- z Szymonem Drejem i Marianem Szymkiewiczem: Traktem biskupów warmińskich. Pracownia Wydawnicza ELSet, Olsztyn 2006, ISBN 83-89151-39-1
- z Izabelą Lewandowską: Historia odkrywana na nowo. Krzyżacy na Warmii i Mazurach. Urząd Gminy Purda, Agencja Wydawnicza „Remix“, Olsztyn 2010, ISBN 978-83-931640-0-4
- Moja Warmia. Oficyna Wydawnicza „Retman“, Dąbrówno 2012, ISBN 978-83-62552-52-8
- z Izabelą Lewandowską: Przewodnik turystyczny po gminie Purda. Urząd Gminy Purda, Agencja Wydawnicza „Remix“, Olsztyn 2013, ISBN 978-83-931640-2-8
- z Izabelą Lewandowską: Elementarz warmiński. Pracownia Wydawnicza ELSet, Olsztyn 2017, ISBN 978-83-64736-81-0
- Kele wsi chałupa. Oficyna Wydawnicza „Retman“, Dąbrówno 2018, ISBN 978-83-62552-06-1
- z Izabelą Lewandowską: Magiczne wsie południowej Warmii. Przewodnik historyczno-kulturowy. Agencja WIT Witold Mierzejewski, Olsztyn 2018, ISBN 978-83-620679-4-7
- z Izabelą Lewandowską i Łukaszem Ruchem: Słownik gwary warmińskiej – miniwersja dla każdego. Ksiójżeczka ło godce warnijski. No kożdygo.  Pracownia Wydawnicza ELSet, Olsztyn 2020
- Pobiegnij moją drogą. Opowieść biograficzna o Warmiaku Herbercie Monkowskim, Olsztyn 2020

```
ISBN
 
978-83-660755-5-9
```

## Komiksy
- z Marcinem Wakarem i Jarosławem Gachem (rysunek): Jek chłop łabóńdzia za bziołka wziół. Legendy warmińskie. Stowarzyszenie „Wolna Grupa Twórcza“, Olsztyn 2006.
- z Anrzejem Wakarem i Jarosławem Gachem: Ło królu i szurku w czepku łurodzónom. Stowarzyszenie „Wolna Grupa Twórcza“, Olsztyn 2007.
- z Marcinem Wakarem i Jarosławem Gachem: Skónd sia wzióła wyspa Lalka na Łanskam jyziorze. Stowarzyszenie „Warnija”, Olsztyn 2009.